# Matthew Henry Barker
Matthew Henry Barker (* 1790 in Deptford; † 29. Juni 1846 in London) war englischer Novellist und Seeromanschreiber. Er verwendete mehrere Pseudonyme, so unter anderem The Old Sailor, Father Ambrose, The Wanderer oder Bowman Tiller.

## Leben
Barker trat heuerte 1806 auf einem Ostindienfahrer an und diente später, zuletzt im Rang eines Kapitänsmaats, in der königlichen Marine. Anschließend befehligte er ab 1813 den gemieteten bewaffneten Schoner True Briton und überbrachte Depeschen an die englischen Staffeln an der Südküste Frankreichs und Spaniens. Dabei geriet er einmal für einige Monate in Kriegsgefangenschaft. Nach Beendigung des Kriegs ging er nach Demerara in Guayana, wo er 1825 die Demerara Gazette herausgab. Nach seiner Rückkehr nach London verfasste er seit 1823 Greenwich Hospital, a series of naval sketches, die 1826 als Sonderdruck der Literary Gazette erschienen. Von 1828 bis 1841 redigierte er den Nottingham Mercury im whiggistischen Sinn und veröffentlichte zugleich eine Reihe Seemannsgeschichten in verschiedenen Zeitschriften und Taschenbüchern. Er war Marineredakteur der United Service Gazette und verfasste Beiträge für die Literary Gazette, Bentley’s Miscellany und die Pictorial Times. Viele seiner Werke wurden von George und Robert Cruikshank illustriert. Ihm wird auch das Buch Walks Round Nottingham zugeschrieben, dass unter dem Pseudonym A Wanderer verfasst wurde.
Er war auch an einigen astronomische Entdeckungen beteiligt und erhielt von der Royal Astronomical Society für seine Beobachtungen ein Teleskop geschenkt. Im Nachlass seiner Familie befanden sich zahlreiche Originalschriftstücke des Admirals Horatio Nelson, die sich zuletzt im Besitz seines Enkels Frederick Barker († 1908) befanden.

## Familie
Barker war verheiratet und hatte fünf Kinder, von denen vier vor seinem Tod verstarben. Nach der Geburt des fünften Kindes trennte sich das Paar wieder.
- Eine Tochter (verheiratete Norman) tötete sich und ihre ältere Tochter, die jüngere kam zur Mutter nach London.
- Henry Barker war mehrere Jahre im Handelsdienst tätig und kam auf See ums Leben.
- Thomas Barker war Fähnrich an Bord eines Ostindienfahrers und starb am Ende seiner ersten Reise nach einem Brand des Schiffes in Kalkutta.
- William Barker war als Reporter beim Nottingham Mercury tätig und beging ein Jahr vor dem Tod seines Vaters Selbstmord.
- Robert Barker überlebte den Vater als einziger.

## Werke (Auswahl)
- Tough yarns. 2 Bände, E. L. Carey & A. Hart, Philadelphia 1835 (archive.org, archive.org).
- The life of Nelson. 1836 (archive.org).
- The old sailor’s jolly boat : laden with tales, yarns, scraps, fragments, etc., etc. to please all hands; pulled by wit, fun, humor, and pathos. W. Strange, London 1844 (archive.org).
- Land and sea tales. Routledge, Warne, & Routledge, London 1860 (archive.org).
- The warlock. Routledge, Warne, & Routledge, London 1860 (archive.org).
- Sea stories. T. Nelson and Sons, London / New York 1873 (archive.org).
- Nights at sea. 1875 (archive.org)
- The naval club, or reminiscences of service. London 1842, 3 Bände.
- The victory, or the wardroom mess. London 1844, 3 Bände.